# John Coffee
John Coffee, ameriški general in politik, * 2. junij 1772, † 7. julij 1833.